# Theopetra-Höhle

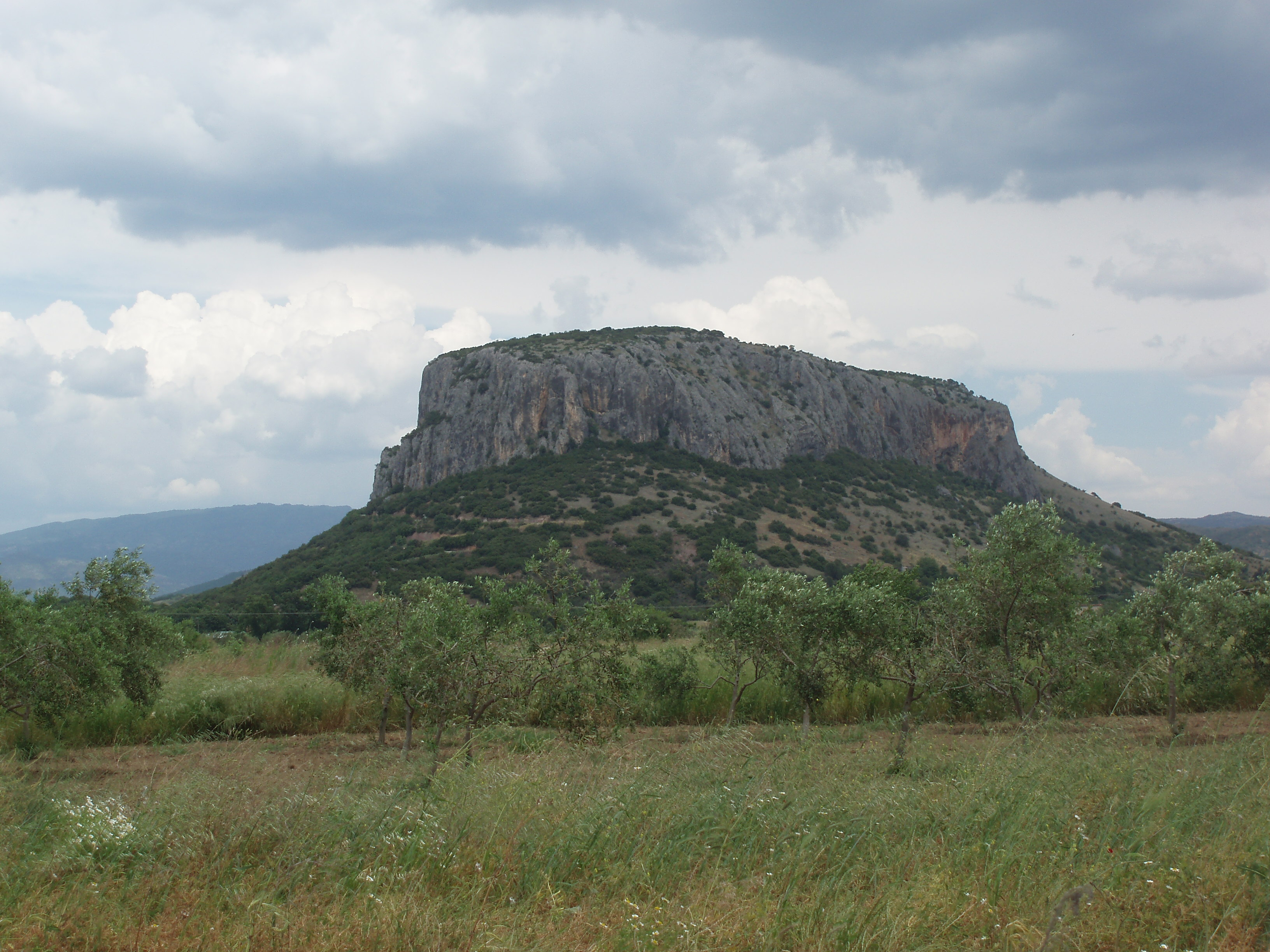
Die Kalkstein-Formation, in der die Theopetra-Höhle liegt.

Die Theopetra-Höhle (Theopetra: Gottesfels) liegt 3 km südöstlich von Kalambaka bei den Meteora-Felsen in Thessalien, Griechenland, auf der nordöstlichen Seite einer Kalkstein-Formation. Unmittelbar südlich befindet sich der gut 500 Einwohner zählende Ort Theopetra (griechisch Θεόπετρα), der zum Bezirk Vasiliki der Gemeinde Meteora gehört.
Funde wie Feuer- und Fußspuren in 130.000 Jahre alten Sedimentschichten in der 500 m² großen Höhle lassen darauf schließen, dass sie beginnend im Mittelpaläolithikum sowie in den darauffolgenden Perioden des Jungpaläolithikums, der Mittelsteinzeit und der Jungsteinzeit (d. h. zwischen Pleistozän und Holozän) von Menschen und Tieren genutzt wurde.

## Funde
Die Kalksteinformation wird, mit der Entstehung vor 135–65 Millionen Jahren, der Oberkreide zugerechnet. Die Ausgrabungen begannen 1987 und hielten vorerst, mit einer 3-Jahres-Unterbrechung zwischen 2002 und 2005, bis 2008 an. Nachdem im Jahr 2009 die Höhle als Sehenswürdigkeit für die Öffentlichkeit zugänglich gemacht worden war, wurde sie 2010 wieder geschlossen, als eine etwa 23.000 Jahre alte Steinmauer entdeckt worden war. Damit ist dieses Mauerwerk laut dem griechischen Kultusministerium das bislang älteste Bauwerk in Griechenland.
Von in der Höhle gefundenem organischen (hominiden) Material konnte mittels Radiokarbonuntersuchung eine Anwesenheit von Menschen in der Höhle vor 46330 (± 1590) Jahren festgestellt werden.
Ebenso enthielt die Theopetra-Höhle eine Serie von Artefakten aus dem Mittelpaläolithikum, Jungpaläolithikum, der Mittelsteinzeit und Jungsteinzeit.
Durch die vor Ort abgelagerten Sedimente wurde die Paläoökologie und Botanik erweitert.

## Archäogenetik
Im Jahr 2016 haben Forscher die DNA von an der Fundstelle gelagerten Schienbeinknochen zweier Individuen entschlüsselt. Außerdem konnte die ungefähre Lebenszeit der beiden Individuen auf die Mittelsteinzeit, auf etwa 7605–7529 v. Chr. und 7288–6771 v. Chr. eingegrenzt werden. Beide DNA ließen sich der Haplogruppe K (mtDNA) zuordnen.